# Debatteren (boeddhisme)

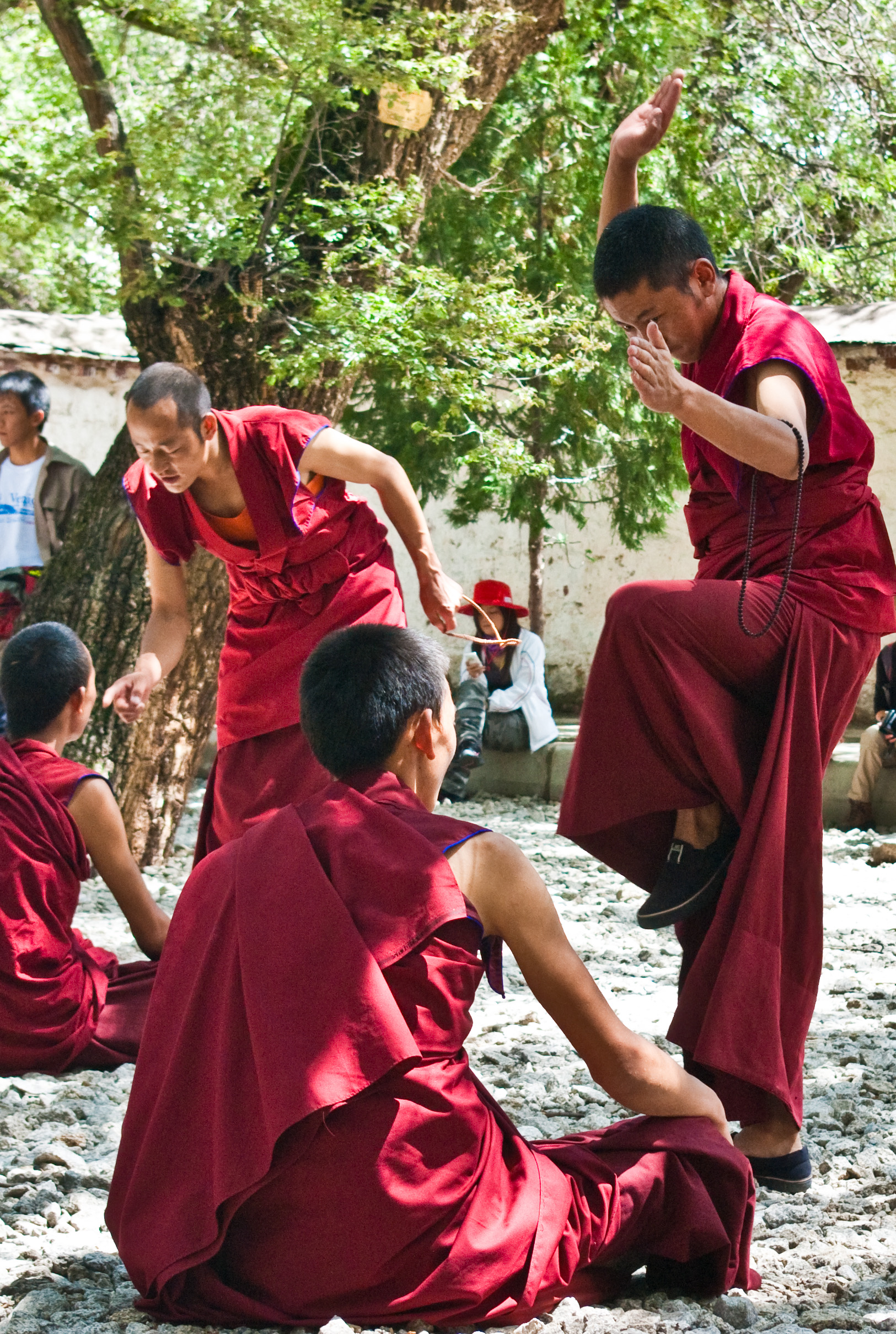
Debatterende monniken in Sera

Debatteren is een discussiemethode onder Tibetaans boeddhistische monniken, waaruit het niveau van kennis van de boeddhistische leer wordt beoordeeld. Tijdens een debat bespreekt een lama de boeddhistische leer. Het debat kan een op een plaatsvinden en met een lama tegenover meerdere andere. Een aantal gebaren kunnen verschillende betekenissen hebben.